# Babelsberg

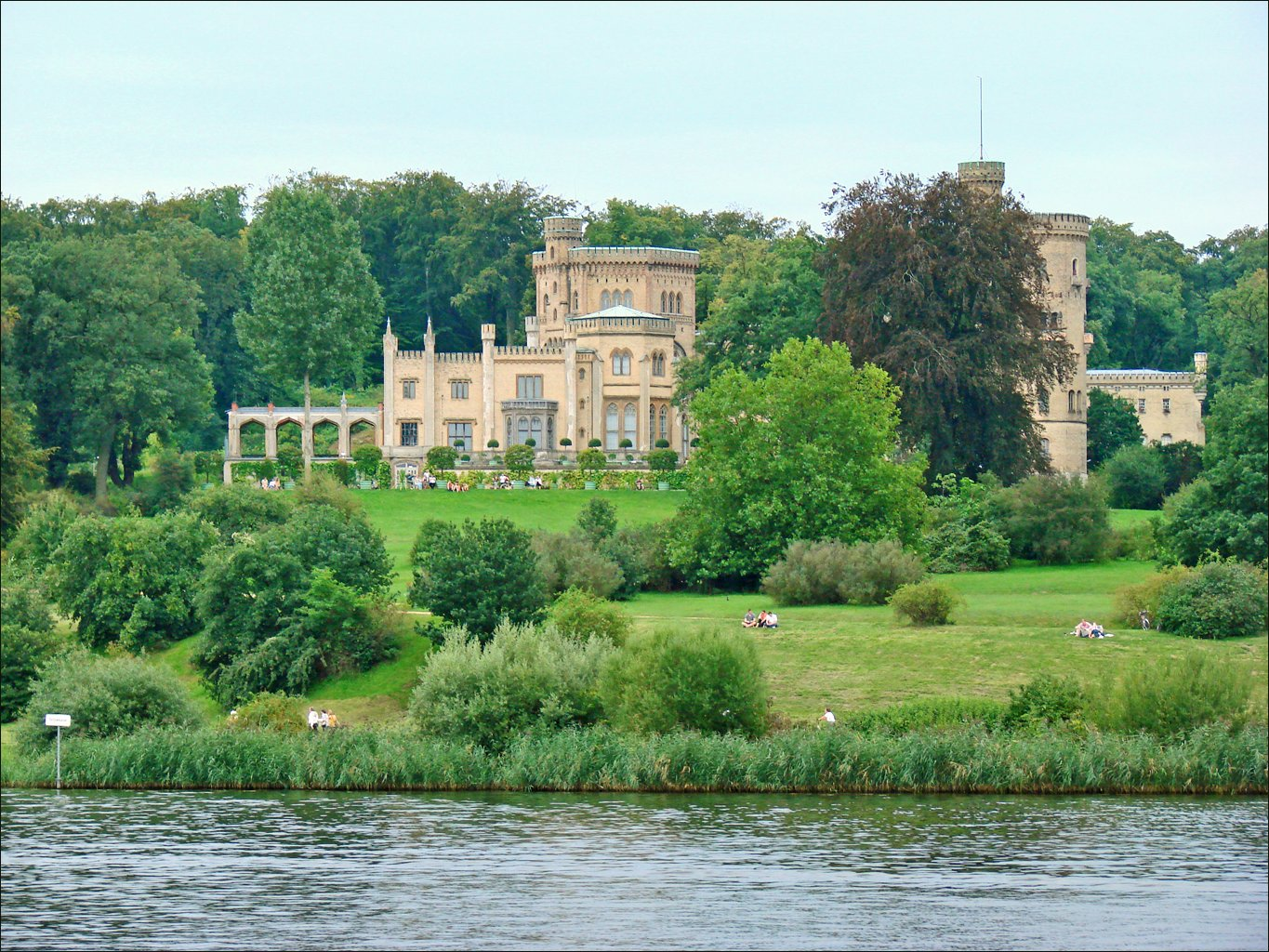
Babelsbergs slott och Babelsbergparken.

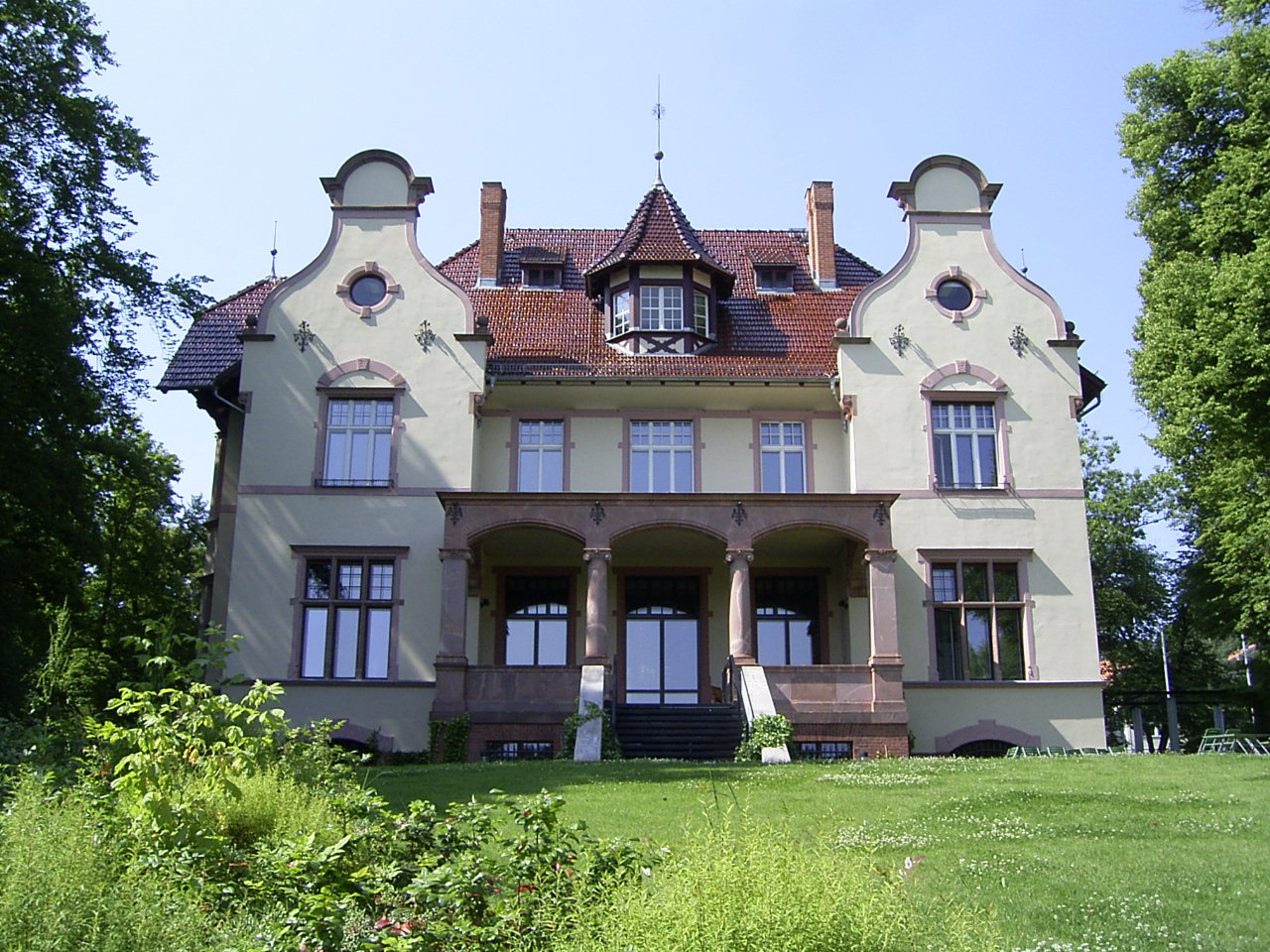
Trumanvillan i Neubabelsberg, det s.k. "Lilla Vita huset" under Potsdamkonferensen 1945 där Truman beordrade atombombningen av Nagasaki.

För filmstudion, se Studio Babelsberg. För filmnöjesparken, se Filmpark Babelsberg. För byggnaden i Kramfors, se Babelsberg, Kramfors.
Babelsberg är den största stadsdelen i den tyska delstaten Brandenburgs huvudstad Potsdam. Stadsdelen är belägen sydost om floden Havel, på andra sidan floden från Potsdams historiska stadskärna, och utgjorde tidigare en självständig stad.  Babelsberg är sedan början av 1900-talet mest känt som ett viktigt centrum för Tysklands medie- och filmindustri, samt för Babelsbergs slott och Babelsbergparken som sedan 1990 är världsarvslistade. Stadsdelen har en station för S-bahn (Berlins pendeltåg) med samma namn.

## Historia
Stadsdelens område har under årens lopp förskjutits något. Själva namnet Babelsberg syftar på berget där Schloss Babelsberg och Babelsbergparken ligger. Det som idag är den norra delen av centrala Babelsberg grundades under 1700-talet som vävarbyn Nowawes, medan den äldre byn Neuendorf bei Potsdam idag utgör de södra delarna av Babelsberg. Under slutet av 1800-talet anlades villaförorten Neubabelsberg i östra delen av nuvarande Babelsberg, som senare blev plats för UFA:s filmstad. I Babelsberg uppfördes 1913 Berlins nya observatorium Sternwarte Berlin-Babelsberg. 1938 slogs staden Nowawes ihop med Neubabelsberg till en ny stad under namnet Babelsberg, då de nazistiska myndigheterna föredrog det tyska ortnamnet Babelsberg istället för det tjeckiska Nowawes som namn på hela den nya staden. Redan 1939 slogs Babelsberg i sin tur ihop med Potsdam och utgör sedan dess en stadsdel i Potsdam.
Babelsberg var Ufas filmcentrum under mellankrigstiden på 1920- och 1930-talen och fick epitetet Europas Hollywood. Efter andra världskriget blev Babelsberg centrum för filmen i DDR och säte för DDR:s statliga filmbolag DEFA. Idag fortsätter filmproduktionen i Studio Babelsberg, med en filmpark för besökare.

## Kultur och sevärdheter

### Sevärdheter

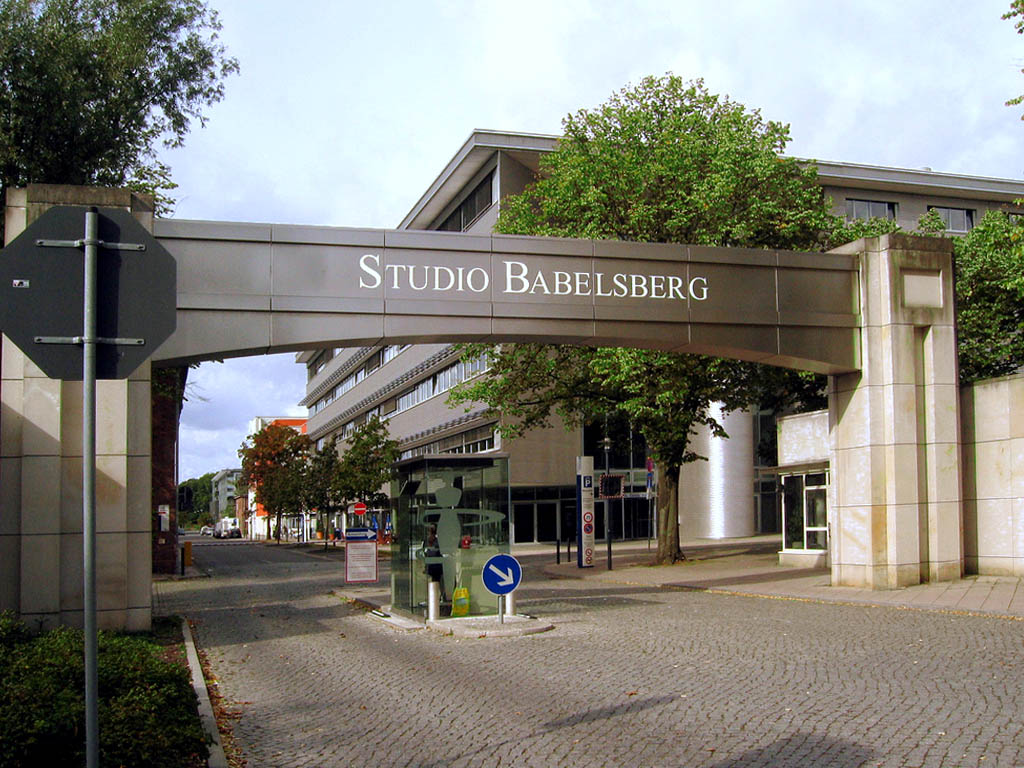
Studio Babelsberg

- Studio Babelsberg med nöjesparken Filmpark Babelsberg.
- Schloss Babelsberg och Babelsbergparken utgör en del av Unesco-världsarvet Palats och parker i Potsdam och Berlin.

### Idrott
- Stadsdelens fotbollsförening SV Babelsberg 03:s herrlag spelar i Dritte Liga (tredje högsta divisionen) i Tyskland och har sin hemmaarena Karl-Liebknecht-Stadion i stadsdelen.

## Bilder

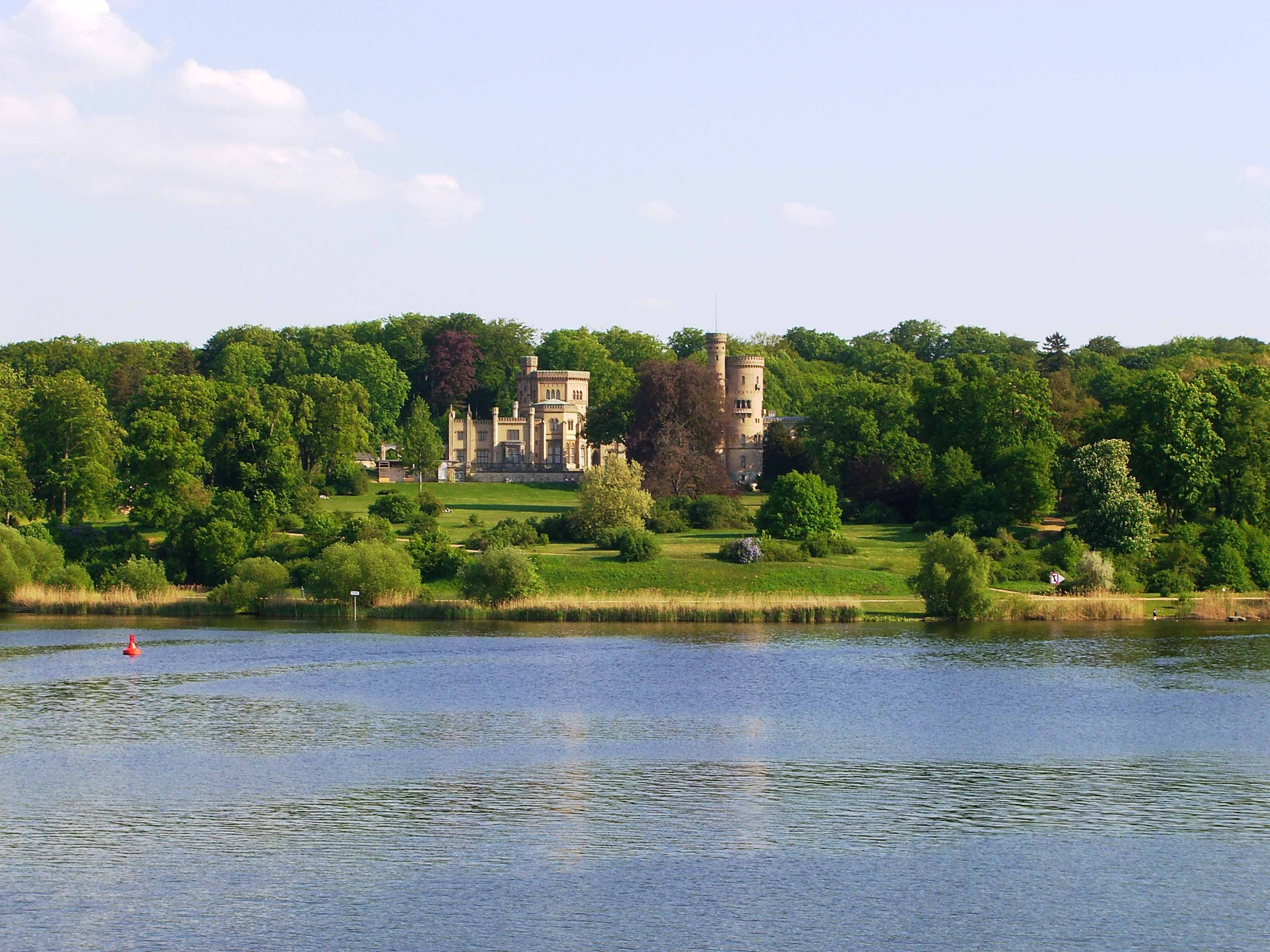
Babelsbergs slott
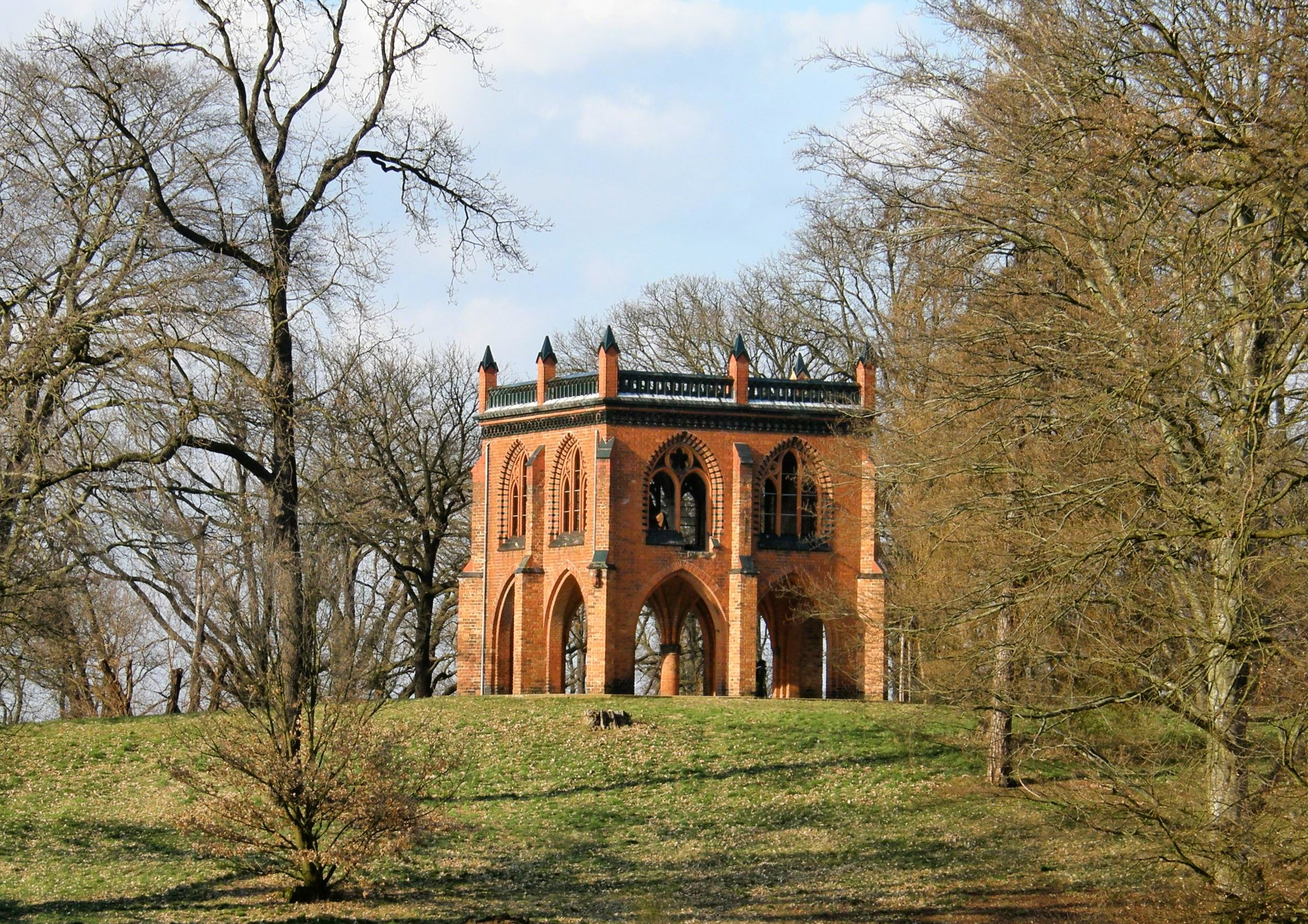
Berliner Gerichtslaube
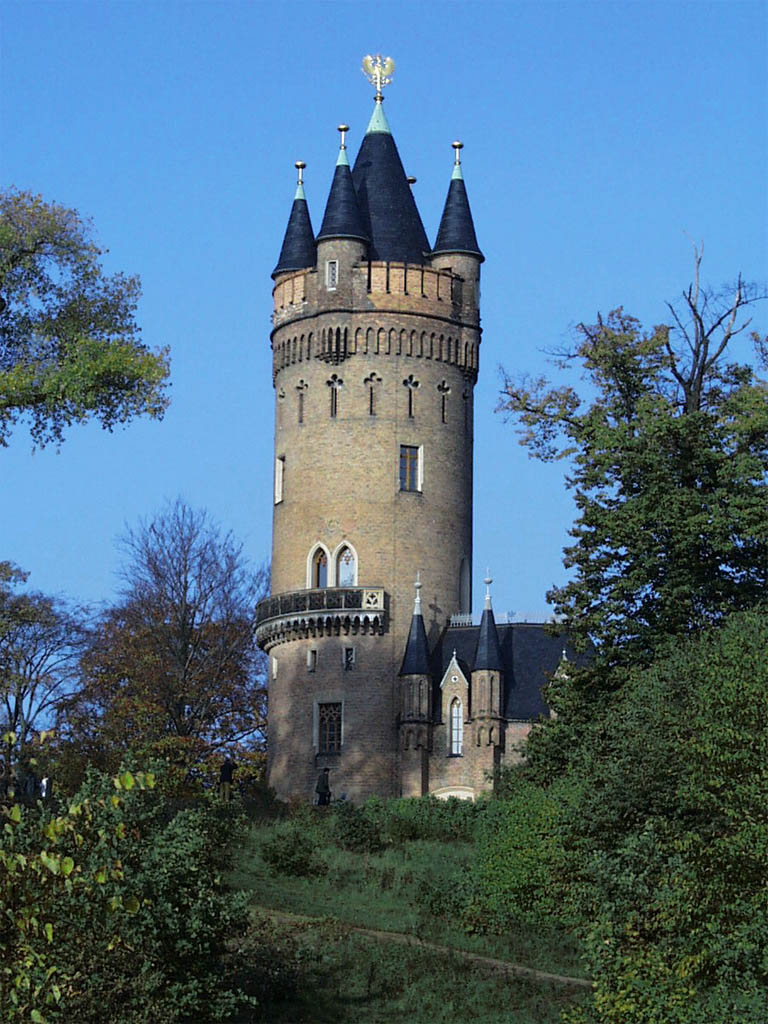
Flatowturm i Babelsbergparken